# Bihu

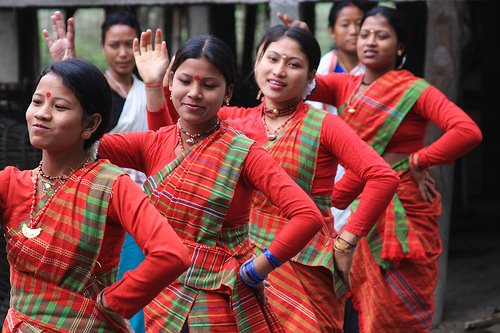
Célébration du Bihu par des femmes Mishing dans la vallée de l'Assam.

Le Bihu est un festival en trois étapes annuelles en Inde dans l'État de l'Assam. Lié aux saisons et aux cultures agricoles, il est fêté dans tout le pays et par la communauté assamaise en dehors du sous-continent indien. La nouvelle année est comprise dans cette trilogie ; des danses marquent ces fêtes.